# Priscilla Fairfield Bok
Priscilla Fairfield Bok   (14 d'abril de 1896 - 19 de novembre de 1975) (nascuda Priscilla Fairfield) va ser una astrònoma estatunidenca, i l'esposa de l'astrònom d'origen neerlandès Bart Bok, director de l'Observatori de Mont Stromlo (Austràlia) i més tard de l'Observatori Steward d'Arizona (Estats Units d'Amèrica).
El seu harmoniós matrimoni va acompanyar les quatre dècades de la seva estreta col·laboració científica, en què «és difícil i inútil separar els assoliments d'ella dels d'ell». Van ser coautors d'una sèrie d'articles acadèmics sobre cúmuls estel·lars, magnituds estel·lars i l'estructura de la Via Làctia. Els Boks van mostrar un gran entusiasme mutu per explicar l'astronomia al públic: descrits com a «venedors de la Via Làctia» per The Boston Globe, el seu llibre d'interès general The Milky Way va passar per cinc edicions i es va dir que era «un dels textos astronòmics més reeixits mai escrits».

## Joventut i investigacions
La família de Fairfield vivia a Littleton, Massachusetts, on el seu pare era ministre unitari. Va treballar per poder pagar les taxes de matrícula a la propera Universitat de Boston. Els caps de setmana, subornava al vigilant perquè li permetés l'accés al telescopi solar de la Universitat al terrat (un telescopi que més tard va rebre el seu nom en honor seu). Va publicar un article sobre observacions de taques solars a Popular Astronomy el 1916.
Fairfield va emprendre els seus estudis de postgrau amb W. W. Campbell de Observatori Lick, i després de graduar-se a la UC Berkeley el 1921 va ser rebutjada d'una feina a la General Electric Company quan va declarar que volia ser astrònoma en un futur. Va rebutjar dues ofertes de la Costa Oest a favor de l'Observatori del Smith College de Massachusetts. Allà va començar a treballar en estrelles variables RR Lyrae els caps de setmana amb Harlow Shapley i Bertil Lindblad a l'Observatori de la Universitat Harvard.
Fairfield era professora ajudant d'astronomia quan va assistir a la Tercera Assemblea General de la Unió Astronòmica Internacional (IAU) a Leiden (Països Baixos), el 1928. L'astrònom del seu comitè de recepció assignat era un jove estudiant graduat, Bart Bok, deu anys més jove que ella. Al final de la conferència, Bart Bok li va proposar matrimoni, però Priscilla no va acceptar pel fet que no desitjava casar-se amb pressa, van mantenir correspondència al llarg de tot el següent any.
Al cap de catorze mesos, Bok va interrompre els seus estudis de tesi a Groningen amb Piet van Rhijn i es va traslladar a través de l'Atlàntic cap a Harvard per invitació de Harlow Shapley, el director de l'observatori de Harvard. Es van casar el 9 de setembre de 1929, tres dies després de l'arribada de Bok als Estats Units d'Amèrica, a casa del seu germà a l'estat de Nova York. Shapley tenia alguns dubtes sobre Bok al principi, i es va mostrar protector amb Priscilla, que considerava la seva protegida.

## Harvard
Van romandre a Harvard durant els vint-i-cinc anys següents. Bart Bok va ser promogut de manera constant a través dels rangs acadèmics de la Universitat Harvard. Priscilla va continuar investigant i escrivint, però sense cobrar, una situació recolzada per Shapley, a qui Bart va descriure com «bastant barata a l'hora de contractar gent». Els Bok van tenir dos fills; un fill, John, el 1930 i una filla, Joyce, el 1933. Priscilla va ser la mestressa de casa fins que els seus fills van acabar l'escola secundària i va publicar menys investigacions en aquest període, tot i que la divulgació pública dels Bok sovint es feia conjuntament.
El seu matrimoni va iniciar una estreta col·laboració científica que s'allargaria durant les properes quatre dècades, en la qual «és difícil i inútil separar els assoliments d'ella dels d'ell». Van ser coautors d'una sèrie d'articles acadèmics sobre cúmuls estel·lars, magnituds estel·lars i l'estructura de la Via Làctia. El seu entusiasme per explicar l'astronomia al públic va fer que fossin ben coneguts: van ser descrits com «venedors de la Via Làctia» per The Boston Globe el 1936.

El seu treball principal conjunt va ser un llibre de text de pregrau i un llibre de divulgació científica, The Milky Way (La Via Làctia), descrit com «un dels textos astronòmics més reeixits mai escrits», que va tenir cinc edicions després de la seva publicació inicial el 1941 i va ser traduït a molts idiomes. L'escriptura d'aquest llibre, començada el 1937, va ser compartida per parts iguals segons Bart:
| « | Priscilla i jo estàvem treballant en l'escriptura del llibre sobre la Via Làctia, i ella tenia una petita habitació a dalt on feia tota la seva escriptura. En aquell moment vivim a Lexington. La dona de la neteja li deia: «A dalt, ves, has d'anar a treballar, no t'asseguis aquí a parlar amb mi». I hi va treballar molt, i al principi teníem vuit capítols al llibre. Vam acordar que jo escriuria quatre capítols i ella quatre, i que ens estimem molt, sense problemes. Llavors, després d'haver passat per això durant uns cinc o sis mesos i la redacció es començava a escriure, li vaig dir: «Ara, agafa els meus capítols, jo els teus, ara tenim un llibre més homogeni». Bé, Priscilla es va quedar un dia davant de la llar de foc i va dir: «Si vols canviar les coses així, la meva part pot anar a la xemeneia ara mateix». Ella no ho va fer. Però aquest va ser realment el moment més crític que vam tenir mai a la nostra vida matrimonial, intentant fusionar aquests dos cops quatre capítols en vuit capítols. Però crec que va funcionar, i després ho vam fer molt millor. Ens ho vam passar bé. Però et dic que escriure un llibre conjunt no sempre és fàcil, si en tens sentiments forts. | » |

## Austràlia
El 1957, els Bok van marxar cap a Austràlia, on Bart va ocupar el càrrec de director de l'Observatori Mont Stromlo a Canberra. En els seus nou anys a Austràlia, Bart va establir un programa de postgrau a Stromlo, va obtenir fons del primer ministre de l'època, Robert Menzies, per a un nou telescopi a Stromlo, va establir un observatori de camp a Siding Spring i va establir les bases per a la creació del Telescopi anglo-australià. Això no va deixar gaire temps per a la recerca en astronomia; Priscilla va passar moltes nits al telescopi Stromlo observant i després analitzant les seves dades. Això s'adaptava al seu major interès en observacions bàsiques, com ara determinar posicions estel·lars i proporcionar magnituds calibrades.
La seva relació estreta i obertament amorosa va donar suport als seus esforços científics; sovint es va veure la parella caminant pel Mont Stromlo agafats de la mà, en plena conversa. La personalitat tranquil·la i empàtica de Priscilla complementava i temperava l'enèrgic i efervescent dinamisme de Bart.

En les edicions posteriors del seu llibre, els Bok van haver de fer grans canvis per adaptar-se al ràpid progrés de l'astronomia galàctica. L'accessibilitat del text per al públic en general va ser especialment important per a Priscilla, segons Bart:
| « | Cada vegada que ens preparàvem per a una nova edició, dèiem: «Ara arriba el moment de nomenar el comité». I teníem un comitè imaginari d'unes cinc persones, un comitè imaginari. Sempre que ens barallavem junts per saber si havia d'entrar alguna cosa o no, ella deia: «Ara, escolta, tens el teu net al nostre comitè. Ell no pot entendre això. Estàs escrivint per [l'astrònom] Jan Oort -- i està bé, si vols escriure per a Jan Oort, escriu un altre llibre, però no el posis al nostre llibre.» | » |

## Retorn als Estats Units d'Amèrica
El 1966, els Bok es van traslladar als Estats Units d'Amèrica perquè Bart ocupés la direcció de l'Observatori Steward d'Arizona, que va ocupar fins al 1970. Priscilla va patir un ictus el 1972; la seva salut va decaure en els anys següents, i Bok va renunciar al seu càrrec de vicepresident de la IAU el 1974 i es va dedicar a la seva cura.
Priscilla va morir d'un atac de cor el novembre de 1975.

## Reconeixements
Bok és commemorat per l'asteroide (2137) Priscilla, nomenat després de la seva mort. Els Boks són commemorats conjuntament per les seves contribucions científiques amb un cràter de 43 km de diàmetre de la Lluna i per un asteroide descobert per Elizabeth Roemer el 1975, (1983) Bok.
La Societat Astronòmica del Pacífic i la Societat Astronòmica Americana atorguen dos premis (Premi Priscilla i Premi Bart Bok) cada any a projectes relacionats amb l'astronomia a la Fira Internacional de Ciència i Enginyeria d'Intel, en reconeixement de la defensa dels Boks per a l'educació en astronomia i el treball de divulgació científica.
La Universitat Nacional Australiana atorga cada any el Premi Priscilla Fairfield Bok a una estudiant de ciències de tercer any.
La biblioteca principal del Institut de Recerca en Astronomia de Monterey rep el nom de Priscilla Bok en reconeixement de la seva donació dels llibres que la van iniciar i al primer suport que Boks va donar a l'Institut.

## Publicacions
- Bok, Bart J.; Bok, Priscilla F. The Milky Way (en anglès).  Harvard University Press, 1941.